# Campeonato do Mundo de Polo de 2015
O Campeonato do Mundo de Polo de 2015 foi a décima edição do maior torneio de polo do mundo, disputado em Santiago do Chile, de 27 de Março a 1 de Abril de 2015, após ter o início atrasado devido às fortes chuvas que atingiram Santiago. Foi a segunda vez que o Chile sediou o torneio, a outra vez foi também em Santiago, em 1992.
A seleção da casa levou o título, ao bater os Estados Unidos na final pelo placar de 12-11, conquistando o seu segundo título mundial. Este evento reuniu seis equipes de todo o mundo e teve como sede o Club de Polo y Equitación San Cristóbal.

## Qualificação
Um total de 6 vagas foram oferecidas para o torneio, quatro a menos do que o total registrado no torneio anterior. A seleção da Argentina por ser a defensora do título e a do Chile, por ser sede do torneio, não participaram dos torneios qualificatórios e qualificaram-se automaticamente.
As quatro vagas restantes para o torneio foram definidas através de torneios qualificatórios divididos por zonas.
|                 | América do Norte e Central                                | América do Sul            | Europa                                    | África, Ásia e Oceania |
| --------------- | --------------------------------------------------------- | ------------------------- | ----------------------------------------- | ---------------------- |
| Sede do torneio | La Romana, Dominicana                                     | Lima, Peru                | Tetbury, Inglaterra                       | Tianjin, China         |
| Participantes   | - Canadá - Estados Unidos - México - República Dominicana | - Brasil - Peru - Uruguai | - Espanha - França - Inglaterra - Irlanda | - Índia - Paquistão    |
| Qualificados    | - Estados Unidos                                          | - Brasil                  | - Inglaterra                              | - Paquistão            |

## Campeonato
Classificadas as 6 equipas, elas foram alocadas em dois grupos com 3 participantes cada. Dentro de cada grupo cada time jogaria uma partida contra os outros dois do grupo, o melhor colocado de um grupo enfrentaria o segundo melhor do outro na partida de meias-finais, os vencedores da semi-finais classificar-se-íam para a final e os perdedores, para a partida pelo terceiro lugar.

### Grupo A
| Pos | Equipe     | J | V | D | GP | GC | SG | Pts | Classificado |
| --- | ---------- | - | - | - | -- | -- | -- | --- | ------------ |
| 1   | Chile      | 2 | 2 | 0 | 21 | 19 | +2 | 4   | Semifinais   |
| 2   | Inglaterra | 2 | 1 | 1 | 22 | 16 | +6 | 2   | Semifinais   |
| 3   | Paquistão  | 2 | 0 | 2 | 16 | 24 | −8 | 0   |              |

| 27 de março |  | Chile | 10–9 | Inglaterra | Club de Polo y Equitación San Cristóbal, Santiago |

| 28 de março |  | Inglaterra | 13–6 | Paquistão | Club de Polo y Equitación San Cristóbal, Santiago |

| 29 de março |  | Paquistão | 10–11 | Chile | Club de Polo y Equitación San Cristóbal, Santiago |

### Grupo B
| Pos | Equipe         | J | V | D | GP | GC | SG | Pts | Classificado |
| --- | -------------- | - | - | - | -- | -- | -- | --- | ------------ |
| 1   | Estados Unidos | 2 | 2 | 0 | 20 | 17 | +3 | 4   | Semifinais   |
| 2   | Brasil         | 2 | 1 | 1 | 16 | 17 | −1 | 2   | Semifinais   |
| 3   | Argentina      | 2 | 0 | 2 | 18 | 20 | −2 | 0   |              |

| 27 de março |  | Argentina | 8–9 | Brasil | Club de Polo y Equitación San Cristóbal, Santiago |

| 28 de março |  | Estados Unidos | 11–10 | Argentina | Club de Polo y Equitación San Cristóbal, Santiago |

| 29 de março |  | Brasil | 7–9 | Estados Unidos | Club de Polo y Equitación San Cristóbal, Santiago |

## Fase final
Semifinais
| 21 de outubro |  | Chile | 11–10 | Brasil | Club de Polo y Equitación San Cristóbal, Santiago |

| 21 de outubro |  | Inglaterra | 9–15 | Estados Unidos | Club de Polo y Equitación San Cristóbal, Santiago |

3º lugar
| 21 de outubro |  | Inglaterra | 12–14 | Brasil | Club de Polo y Equitación San Cristóbal, Santiago |

Final
| 21 de outubro |  | Chile | 12–11 | Estados Unidos | Club de Polo y Equitación San Cristóbal, Santiago |

## Premiação
| VII Campeonato do Mundo de Polo · Chile · Segundo título | Mario Silva (Handicap 2) Ignacio Vial (Handicap 4) Felipe Vercellino (Handicap 4) Jose Miguel Pereira (Handicap 1) |                            | Demais campanhas |
| VII Campeonato do Mundo de Polo · Chile · Segundo título | Mario Silva (Handicap 2) Ignacio Vial (Handicap 4) Felipe Vercellino (Handicap 4) Jose Miguel Pereira (Handicap 1) | 2.º - Estados Unidos (3–1) |                  |
| VII Campeonato do Mundo de Polo · Chile · Segundo título | Mario Silva (Handicap 2) Ignacio Vial (Handicap 4) Felipe Vercellino (Handicap 4) Jose Miguel Pereira (Handicap 1) | 3.º - Brasil (2–2)         |                  |
| VII Campeonato do Mundo de Polo · Chile · Segundo título | Mario Silva (Handicap 2) Ignacio Vial (Handicap 4) Felipe Vercellino (Handicap 4) Jose Miguel Pereira (Handicap 1) | 4.º- Inglaterra (1–3)      |                  |
| VII Campeonato do Mundo de Polo · Chile · Segundo título | Mario Silva (Handicap 2) Ignacio Vial (Handicap 4) Felipe Vercellino (Handicap 4) Jose Miguel Pereira (Handicap 1) | 5.º- Argentina (0–2)       |                  |
| VII Campeonato do Mundo de Polo · Chile · Segundo título | Mario Silva (Handicap 2) Ignacio Vial (Handicap 4) Felipe Vercellino (Handicap 4) Jose Miguel Pereira (Handicap 1) | 6.º- Paquistão (0–2)       |                  |